# Musée d'histoire militaire de Vienne

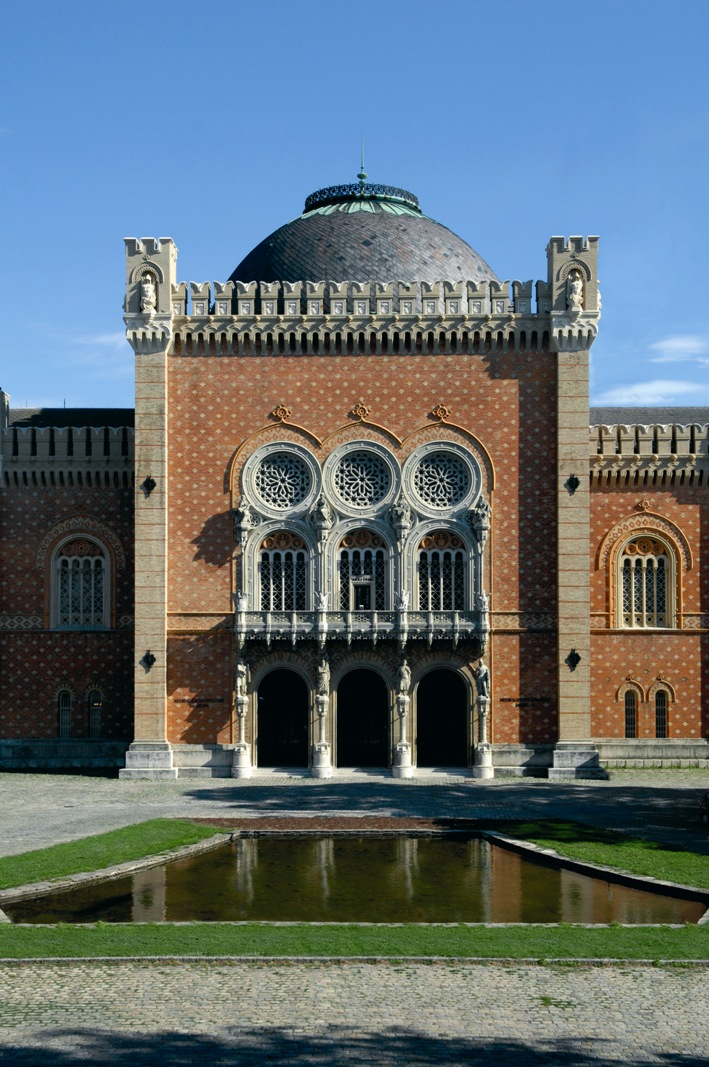
Corps de logis central de la façade.

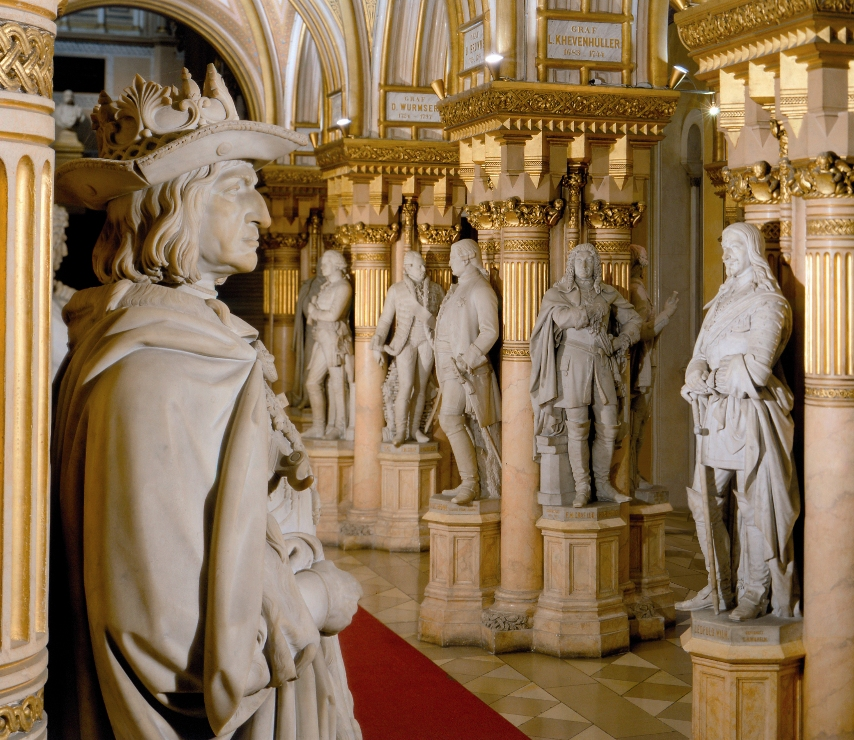
Salle des généraux.

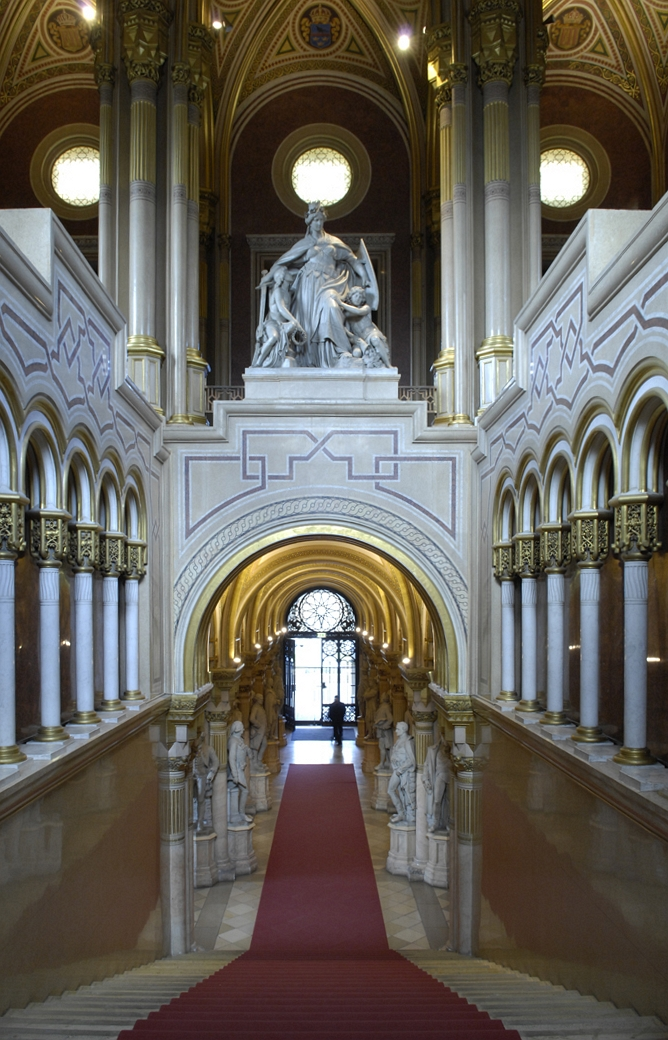
Le Grand Escalier

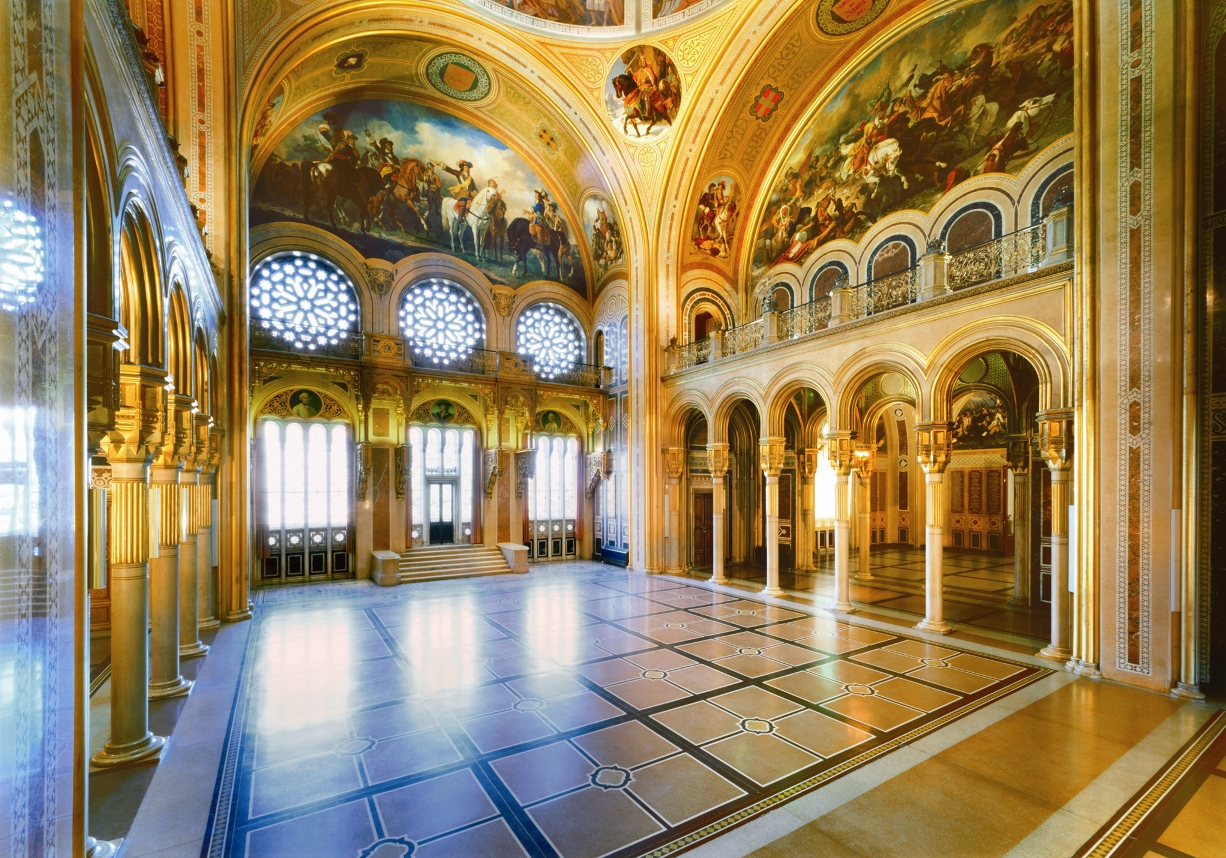
La Ruhmeshalle

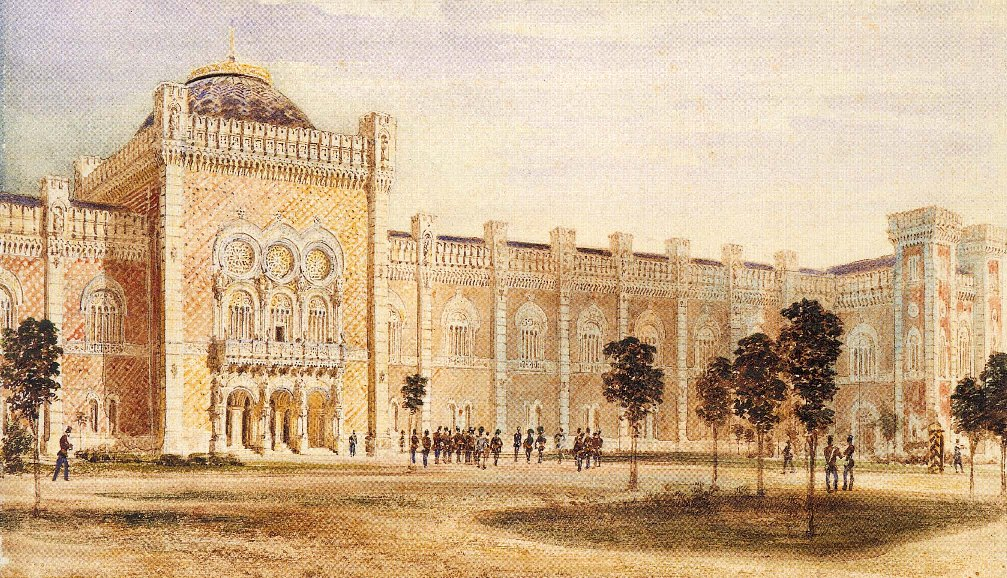
Rudolf von Alt: Façade du k.k. Hofwaffenmuseum. (aquarelle, 1857)

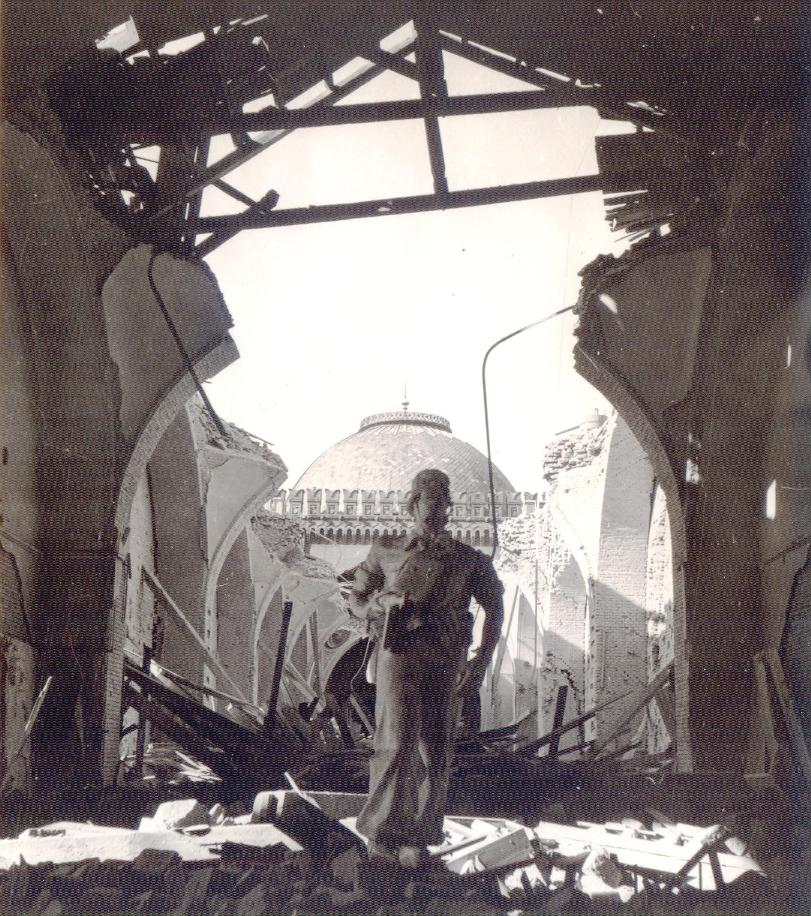
L'aile Nord détruite lors des bombardements de 1944 : les salles.

Le musée d'histoire militaire (en allemand : Heeresgeschichtliches Museum, HGM) de Vienne est le musée de référence de la Bundesheer autrichienne. Il consacre ses expositions à l'histoire militaire de l'Autriche, en particulier ses armes, son artillerie, ses blindés, son aviation, ses uniformes, ses drapeaux, ses décorations, grâce à ses collections d'objets, de tableaux, de photographies, de maquettes et à ses archives. Le musée, quoique propriété fédérale, n'est cependant pas affilié aux musées publics (Bundesmuseen), mais dépend directement du ministère fédéral de la Défense nationale.

## Le bâtiment et son histoire
Le bâtiment abritant le musée (pavillon 18) formait le corps de logis central de l’Arsenal de Vienne. C'est l'un des 72 blocs cyclopéens du complexe militaire qui fut érigé après la Révolution autrichienne de 1848. Ce fut le plus grand chantier des premières années de règne du jeune empereur François-Joseph Ier d'Autriche, voulu par le monarque pour affirmer ses vues néo-absolutistes. Plus tard, le projet d'un « Musée des Armées »    
fut confié à l'architecte danois Theophil von Hansen. La dernière pierre de l'édifice put être posée le 8 mai 1856, presque exactement six ans après le début du chantier (15 avril 1850). Ce bâtiment est ainsi le plus ancien musée d'Autriche (du moins, de ceux qui ont été construits avec l'idée d'en faire un musée).

### Façade
Le projet de Hansen consistait en un édifice long de 235 m avec deux ailes plongeant vers l'avant, des tours d'angles ainsi qu'un pavillon central en forme de tour à plan carré, couronné d'une coupole d'une hauteur de 43 m. Comme plusieurs maîtres du courant historiciste, Theophil Hansen s'est beaucoup inspiré de l'Arsenal de Venise, construit en 1104. Il reprenait des motifs de style byzantin en y adjoignant des motifs gothicisants. Le trait le plus frappant est certainement la façade de briques bicolores, ornée de céramiques et de serrures de fer, mise en relief par un chaînage d'angle en pierres naturelles et par les trois grandes rosaces en façade des ailes. L’attique somptueuse est reprise par une bande lombarde qui rappelle les palais florentins. L'édifice est rythmé par des merlons en queue d'aronde dans les axes des ailes et par des tourelles aux angles de l'avant-corps. Les niches abritent des trophées de céramique. Les statues allégoriques de grès en façade sont l’œuvre d’un des plus éminents sculpteurs de l'époque, Hanns Gasser : elles  représentent les vertus militaires. Pour les piliers soutenant les rosaces ce sont les symboles féminins de la Force, la Prudence, la Piété et la Sagesse; et pour les piliers des trois ouvertures rythmant le porche d'entrée, les symboles masculins du Courage, de l'honneur du drapeau, du sens du sacrifice et de l'intelligence stratégique.

### Ordonnance intérieure
L'ordonnance intérieure du Musée d'Histoire Militaire de Vienne reflète la volonté de l'empereur François-Joseph de ne pas limiter le musée à exposer les armes anciennes, mais d'en faire aussi un grandiose mémorial pour l’armée impériale. On peut ainsi admirer dans la Feldherrenhalle les 56 statues en pied des « plus célèbres et des plus dignes princes guerriers et généraux de l'Autriche » (berühmtesten, immerwährenden Nacheiferung würdiger Kriegsfürsten und Feldherren Österreichs), comme cela est stipulé par le décret impérial du 28 février 1863. Les statues sont en marbre de Carrare et toutes de même hauteur, soit 1,86 m. Les noms et les dates des personnages ainsi figurés sont rappelés dans un cartouche surmontant l'effigie. Les noms des 32 artistes, l'année de l'exposition et les noms de leurs mécènes sont inscrits sur leurs socles. Les frais ont été pris en charge pour moitié par l'empereur François-Joseph lui-même, et pour moitié par des donateurs, qui étaient le plus souvent les héritiers des généraux représentés. La succession des généraux s'étend du margrave Léopold Ier de Babenberg à l’archiduc Charles de Habsbourg.
Les Grands escaliers sont, eux aussi, somptueusement décorés. À l'entresol, on peut voir les effigies en pied de quatre généraux qui, au contraire des statues de la Feldherrenhalle, sont engagées dans des niches très surélevées. Ce sont des protagonistes du Printemps des Peuples, à savoir les commandants qui, pour le compte de la Maison de Habsbourg, ont réprimé dans le sang les soulèvements révolutionnaires aux quatre coins de l’empire : Julius von Haynau, Joseph Radetzky, Alfred de Windisch-Graetz et Josip Jelačić. L'ordonnance des statues des Grands Escaliers a été confiée à Carl Rahl, qui en 1864 s'est pour cela aidé de deux de ses élèves, Christian Griepenkerl et Eduard Bitterlich. Au milieu du plafond doré, des fresques allégoriques représentent la Puissance et l’Unité (au centre), Renommée et Honneur (à droite) et l’Intelligence et le Courage (à gauche). Ces Grands Escaliers sont couronnés d'un groupe sculpté allégorique en marbre, Austria de Johannes Benk, réalisé en 1869.

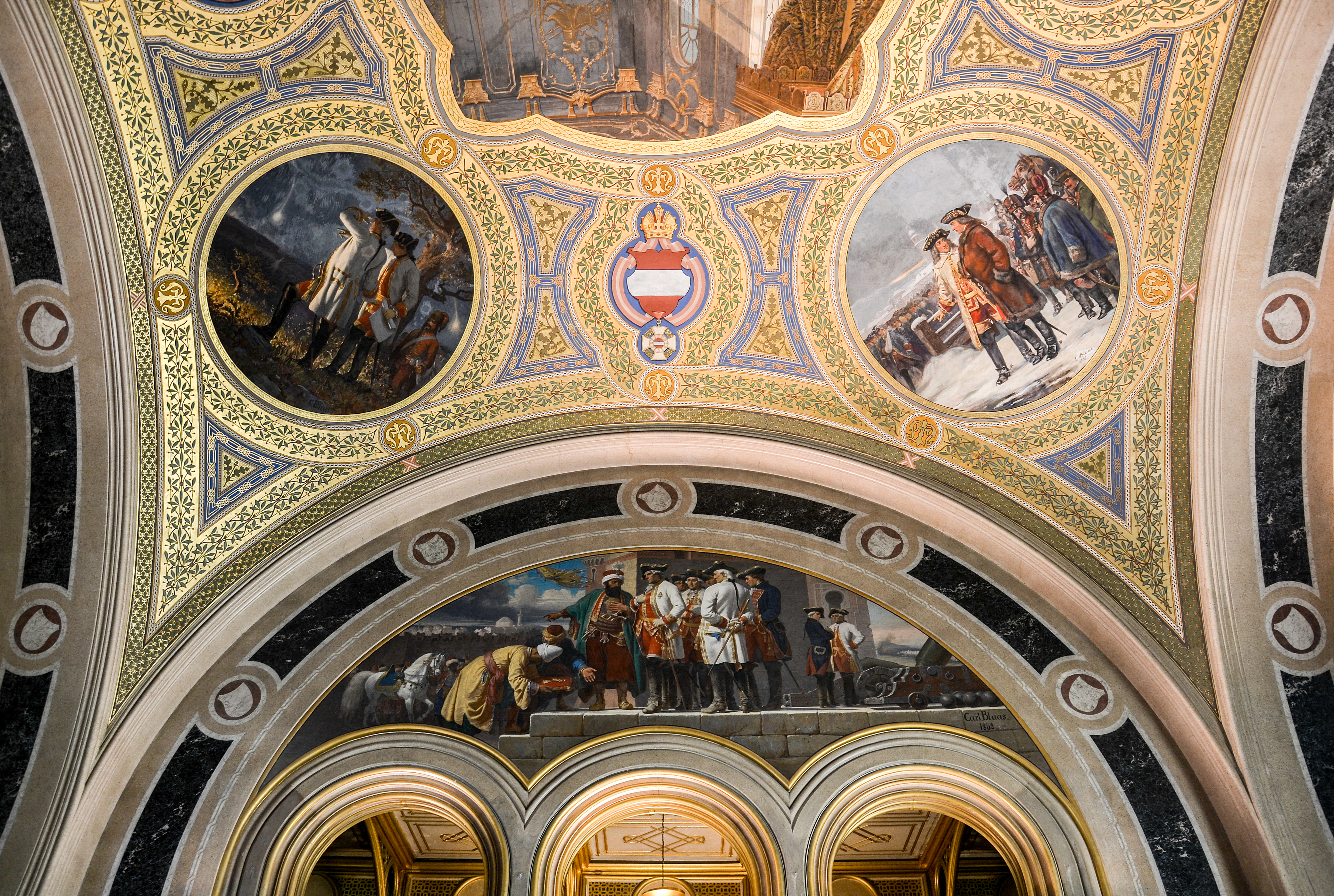
Ruhmeshalle.

La pièce la plus caractéristique du musée est la Ruhmeshalle, au premier étage. Les fresques de Karl von Blaas, qui commémorent les plus éclatantes victoires de l'Autriche depuis l'ère des princes de Babenberg, sont particulièrement impressionnantes. Sous quatre grandes voûtes, on y voit les victoires de l’armée impériale : la bataille de Nördlingen (1634), le conseil de guerre précédant la Bataille de Saint-Gothard (1664), la bataille de Zenta (1697) et la Prise de Turin (1706) ; l'antichambre de gauche est consacrée aux événements des règnes de Marie-Thérèse et de Joseph II jusqu'à la prise de Belgrade en 1789 ; dans la salle à droite, ce sont les guerres napoléoniennes depuis la bataille de Wurtzbourg (1796) aux préliminaires d'armistices du maréchal de Radetzky avec le roi Victor-Emmanuel II de Sardaigne après la bataille de Novare (1849), en passant par la Rébellion du Tyrol en 1809. La signification symbolique de la Ruhmeshalle, celle d’un véritable mémorial, n'est perceptible qu'après-coup : il faut avoir vu ces panneaux de marbre où figurent les noms de plus de 500 officiers (du grade de colonel à celui de Général de l’armée impériale, depuis l’Armée Impériale et Royale des débuts de la guerre de Trente Ans (1618) à la fin de la Première Guerre mondiale), avec mention du lieu et de la date de leur mort.

## Histoire
Si le bâtiment était terminé dès 1856, l'aménagement des intérieurs s'étala jusqu'en 1872. Les collections s'enrichirent d’armes conservées jusque-là à la fonderie impériale, et des collections impériales des Châteaux de Laxenbourg ainsi que du Trésor impérial de Vienne. Le musée n'exposa d'abord qu'une simple collection d'armes et de trophées, dont le clou était le harnachement et les armes impériales de la salle impériale des armures. Une fois le classement opéré, il ouvrit ses portes au public en 1869 en tant que k.k. Hofwaffenmuseum. Mais après l'inauguration du Kunsthistorisches Museum en 1888, les objets des collections impériales quittèrent l'Arsenal pour leur nouvel écrin sur le Ring, ce qui remit en cause le futur du k.k. Hofwaffenmuseum.
En 1885, le ministre de la guerre s'avisa finalement de nommer un conseil de surveillance, placé sous la présidence du prince-héritier Rodolphe, chargé de donner une consistance au musée, rebaptisé k.k. Heeresmuseums. Les expositions devaient principalement célébrer les hauts-faits de l’Armée impériale. Le prince-héritier énonça en ces termes les missions du musée lors de la séance inaugurale de la commission le 22 février 1885 : il insista sur l'importance de cette institution « qui aura à charge de célébrer l'aura et la gloire de l'Armée, en laquelle survit l'esprit de la tradition impériale, qui a constamment soutenu les intérêts du Royaume et qui, dans tous les pays, est le symbole de la cohésion nationale. » Aussi espérait-il « que le musée puisse reprendre vie dans la plus grande splendeur. »
La tutelle était assurée par :
- Le prince héritier Rodolphe d'Autriche, protecteur et président
- l'archiduc Guillaume François d'Autriche, son représentant
- Le chevalier Quirin von Leitner, premier directeur du Hofwaffenmuseum
- Le chevalier Alfred von Arneth, Président de l’Académie autrichienne des sciences
- Le comte Jean Népomucène de Wilczek, mécène, collectionneur et donateur de souvenirs de l’Expédition Payer-Weyprecht.

Après inspection de diverses institutions militaires, la commission démarcha aussi les particuliers pour collecter le maximum d'objets historiques en vue d'enrichir les collections du nouveau musée. La ligne directrice était de présenter à parité les trophées militaires et « les objets historiques intéressants, exclusivement d'origine autrichienne, significatifs pour la meilleure connaissance du passé de l'armée royale et impériale, dans toutes ses dimensions. » Tous les objets exposés étaient des originaux, les projets et maquettes n'étant présents qu'à titre exceptionnel. Grâce au travail du conservateur, et à l'appui indéfectible de l'empereur, de sa famille, de la noblesse et de la bourgeoisie, on pouvait y voir « une foule de trésors amassée, qu'on peut à peine imaginer. » Le nouveau musée put finalement être inauguré par le 25 mai 1891 par l'empereur François-Joseph, et recevoir ainsi son patronage.
Lorsqu’éclata la Première Guerre mondiale, les autorités décidèrent de fermer le musée au public. Ce musée exposait en effet tellement de détails sur les différents théâtres d'opération qu'il était impossible de changer les modèles exposés. L'armistice de 1918 se traduisit par la fermeture provisoire du musée. On alla même jusqu'à envisager de revendre une partie des collections pour renflouer les caisses de l’État, ce qu'on put finalement éviter. Au mois de septembre 1921, le bâtiment rouvrit ses portes en tant qu’Österreichisches Heeresmuseum. Les collections présentées devaient désormais mettre en valeur les événements militaires les plus récents, et notamment ceux de la Première Guerre mondiale. L'inauguration de la galerie photographique, en 1923, ré-équilibra définitivement les collections du musée en faveur des arts de l'image. Les représentations n'étaient plus celles de généraux et de batailles, mais celles de la vie quotidienne des soldats au front.
Après l’Anschluss, le musée dépendit directement des services du conservateur du musée militaire de Berlin, et fut rebaptisé Heeresmuseum Wien. Au cours de la Deuxième Guerre mondiale, il n'était plus ouvert au public, mais réservé au personnel militaire. À partir de 1943, les civils reçurent l'autorisation de venir le visiter les week-ends. Mais le musée servait essentiellement à la propagande. Il y avait régulièrement des expositions sur les dernières campagnes de la Wehrmacht, donnant lieu au tournage de divers documentaires (Sieg im Westen (été 1940), Griechenland und Kreta 1941 – Bild und Beute (mars-mai 1942) et Kampfraum Südost (été 1944)).
Avec le début des bombardements alliés sur Vienne à l'automne 1943, on déménagea, comme pour tous les autres musées viennois, les objets les plus précieux pour les mettre à l'abri. Ces mesures étaient d'autant plus opportunes que le 10 septembre, puis le 11 décembre 1944, l'Arsenal et la Südbahnhof voisine furent bombardés en nappe par l'aviation alliée, ce qui détruisit non seulement le musée, mais aussi toucha les nombreux dépôts d’explosifs de l'endroit. Vers la fin du conflit, en particulier au cours de l'Offensive de Vienne, les terrains de l'Arsenal furent de nouveau le théâtre d'âpres affrontements.
Dans l'Autriche occupée, plusieurs des objets du musée qui avaient été mis à l'abri, et avaient ainsi survécu aux troubles, furent réquisitionnés par les Alliés ; mais une grande partie disparut aussi dans divers vols et pillages de soldats de l’Armée rouge et de la population civile. Finalement le musée se trouva au bord de la disparition. En dépit de ces difficulté, en 1946, un groupe de bénévoles dirigé par Alfred Mell entreprit de remettre en état le musée, rebaptisé désormais Heeresgeschichtliches Museum à l'instigation de Mell. La direction du musée reçut notamment l'appui de la Galerie du  Belvedere et du Kunsthistorisches Museum. La collection de maquettes de navires de guerre du Musée des techniques de Vienne constitue encore aujourd'hui le clou de la salle de la Marine. Le nouveau Heeresgeschichtliches Museum fut ré-inauguré solennellement le 24 juin 1955 par le Ministre fédéral de l'Enseignement Heinrich Drimmel, sous la direction de Rudolf Pühringer.
Dans ces années d'après-guerre, le musée relevait plutôt d'une galerie de trophées (Kult- und Weihestätte). Ce n'est que sous la direction de Johann Christoph Allmayer-Beck, au cours des années 1965-1983, que fut entrepris un profond remaniement des collections et des locaux, notamment les salles des XVIe et XVIIe siècles ainsi que celle de la période post-Sadowa, 1866-1914. Il s'agissait, par delà le simple juxtaposition d'objets, de mettre en valeur les bases scientifiques des regroupements, mais aussi de mettre en valeur l'ordonnance des salles du musée comme une composition d'ensemble harmonieuse, digne des plus grands musées du monde. Allmayer-Beck renonça consciemment à mainteir le musée dans sa fonction de conservatoire des traditions : « Il faut tenir les traditions en dehors, et ne montrer que l'histoire de l'armée autrichienne, ou impériale, y compris dans ses aspects culturels et sociaux, trop souvent négligés. » Au mois de septembre 1998, le nouveau directeur, Manfried Rauchensteiner, inaugura la salle « De la République à la Dictature », consacrée à la période 1918–1945. Le 9 décembre 2008, le Musée de l'Histoire Militaire a finalement reçu le Label de qualité des Musées autrichiens, et en a obtenu le renouvellement en 2013. Dernièrement, le directeur Christian Ortner s'est attaché à la modernisation de la salle de la Grande Guerre à l'occasion du centenaire du conflit.
Le musée a été mis en cause en 2020 par une organisation antifasciste pour avoir proposé à la vente des ouvrages glorifiant l'action de la Wehrmacht pendant la Seconde guerre mondiale. Les ouvrages ont été retirés à la suite de la polémique.

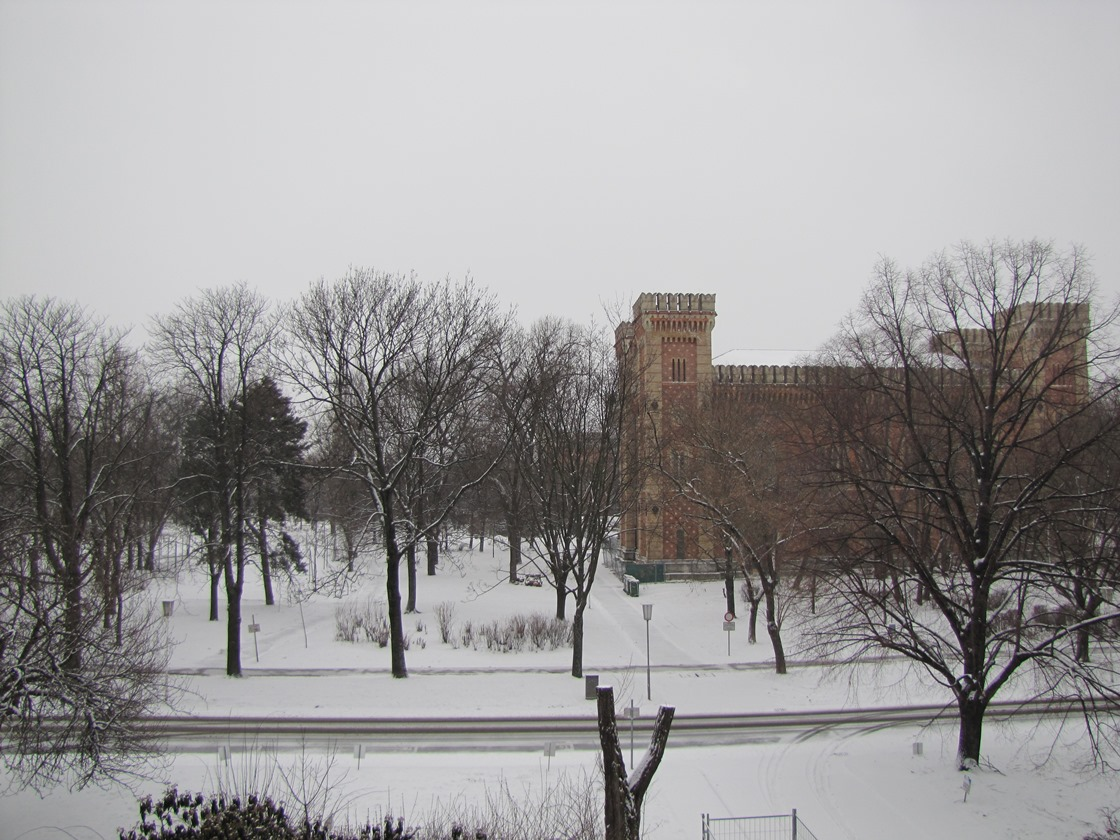
L'aile Est du musée.

## Collections
- L'Empereur Joseph II avec l'archiduc Franz et le général dans le camp près de Minkendorf en novembre 1786, 1788, huile sur toile, 212 × 325 cm[18],[19]
- Guerre civile, toile de Julius Endlweber (1919).